# Éducation scientifique

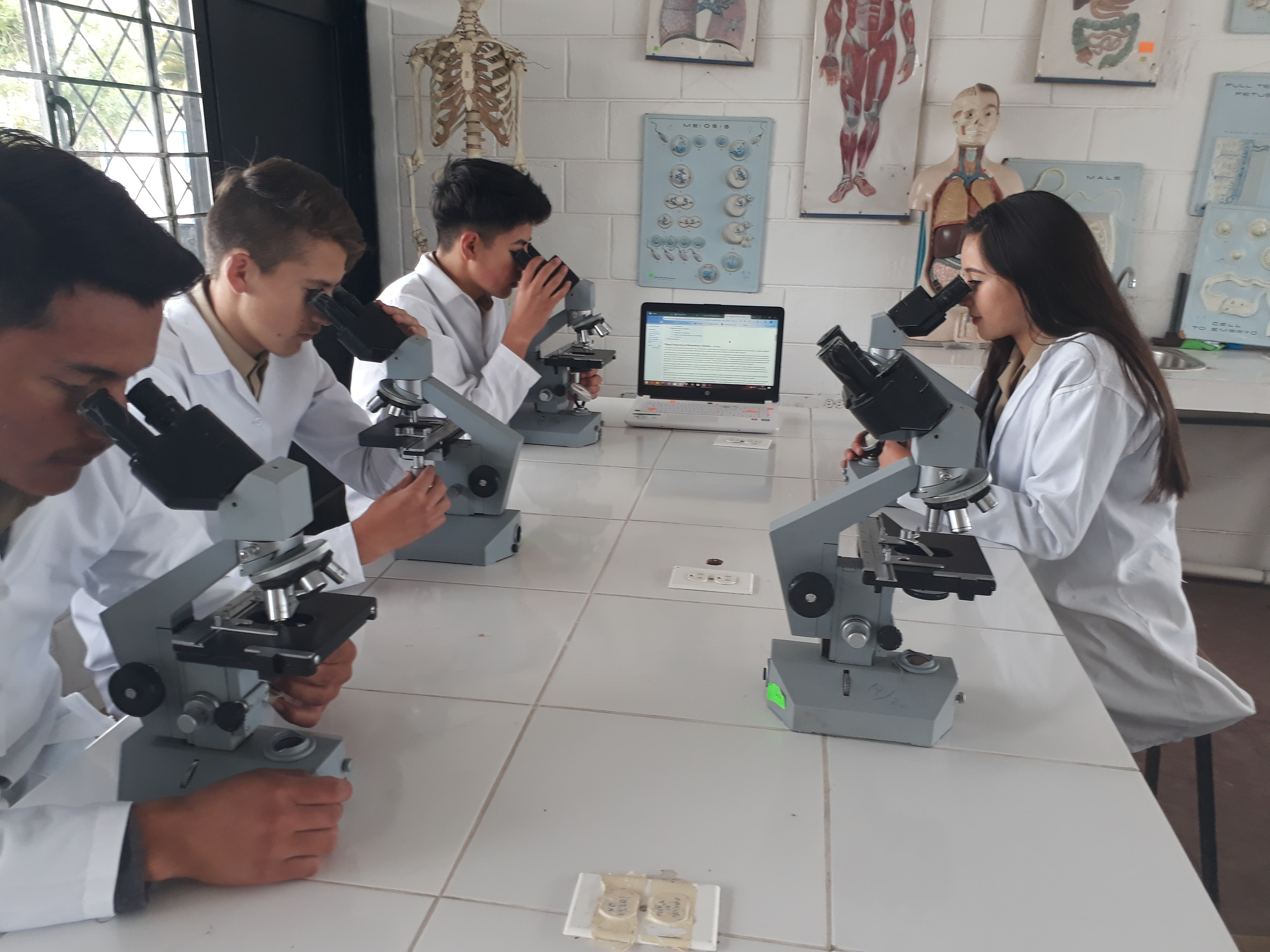
Éducation scientifique

L'éducation scientifique désigne l'enseignement et l'apprentissage des sciences auprès d'élèves, d'étudiants et d'adultes. Ce domaine englobe les contenus scientifiques, la démarche scientifique (Méthode scientifique), certaines sciences sociales et la pédagogie. Les normes d'enseignement des sciences définissent les attentes en matière de développement de la compréhension des élèves tout au long de leur scolarité, de la maternelle à la terminale et au-delà. Les matières traditionnelles couvertes par ces normes sont les sciences physiques, les sciences de la vie, de la Terre, de l'espace et les sciences humaines.

## Domaines de l'enseignement des sciences
Les sciences sont une discipline universelle qui englobe la branche du savoir qui étudie la structure et le comportement du monde physique et naturel par l'observation et l'expérimentation. L'enseignement des sciences se divise généralement en trois domaines : la biologie, la chimie et la physique. De plus, une abondante littérature scientifique prône l'inclusion de l'enseignement de la nature des sciences, progressivement intégré aux programmes scolaires nationaux.